# Skeleton-Weltmeisterschaft 1982
Die erste Skeleton-Weltmeisterschaft (offiziell: Weltmeisterschaft im Bobbahn-Skeleton) wurde am 20. und 21. Februar 1982 auf dem Olympia Bobrun in St. Moritz (Schweiz) ausgetragen. In den Vorwochen fand an gleicher Stelle die Bob-Weltmeisterschaft statt. Skeleton hatte bereits bei den Olympischen Winterspielen 1928 und 1948 zum Programm gehört; die olympischen Wettbewerbe waren allerdings auf dem Cresta Run ausgetragen worden.

## Ergebnisse
Insgesamt 37 Sportler aus acht Nationen (Österreich, Kanada, Vereinigtes Königreich, Niederlande, Italien, Bundesrepublik Deutschland, Schweiz, Vereinigte Staaten) meldeten für die Weltmeisterschaft. Als Favoriten galten die Österreicher Gert Elsässer und Christian Mark sowie der Lokalmatador Nico Baracchi. Als Kandidaten für die vorderen Plätze wurden außerdem die Österreicher Martin Thaler, Jochen Reiter, Stastny und Fred Martini, der Deutsche Fritz Drevenka sowie die Schweizer Alain Wicki, Alex Hauenstein und Beat Schneeberger genannt.
| Platz | Sportler          | Nation         | Lauf 1  | Lauf 2  | Lauf 3  | Lauf 4  | Gesamt      |
| ----- | ----------------- | -------------- | ------- | ------- | ------- | ------- | ----------- |
| 1     | Gert Elsässer     | Österreich     | 1:12,68 | 1:13,47 | 1:12,26 | 1:13,12 | 4:51,52 min |
| 2     | Nico Baracchi     | Schweiz        | 1:14,02 | 1:13,46 | 1:12,59 | 1:12,43 | + 0,98 s    |
| 3     | Alain Wicki       | Schweiz        | 1:14,44 | 1:14,19 | 1:12,84 | 1:13,05 | + 3,33 s    |
| 4     | Christian Mark    | Österreich     | 1:13,92 | 1:14,15 | 1:13,67 | 1:13,15 | + 3,37 s    |
| 5     | Alex Hauenstein   | Schweiz        | 1:14,09 | 1:14,28 | 1:13,43 | 1:13,81 | + 4,09 s    |
| 6     | Tino Filipin      | Italien        |         |         |         |         | + 4,19 s    |
| 7     | Jochen Reiter     | Österreich     |         |         |         |         | + 4,26 s    |
| 8     | Thomas Freimoser  | BR Deutschland |         |         |         |         | + 4,55 s    |
| 9     | Beat Schneeberger | Schweiz        |         |         |         |         | + 5,17 s    |
| 10    | Martin Thaler     | Österreich     |         |         |         |         | + 5,29 s    |

## Medaillenspiegel
| Platz | Land       | Gold | Silber | Bronze | Gesamt |
| ----- | ---------- | ---- | ------ | ------ | ------ |
| 1     | Österreich | 1    | –      | –      | 1      |
| 2     | Schweiz    | –    | 1      | 1      | 2      |